# 16. lipnja
16. lipnja (16. 6.) 167. je dan godine po gregorijanskom kalendaru (168. u prijestupnoj godini).
Do kraja godine ima još 198 dana.

## Događaji
- 1487. – Bitkom kod Stoke Fielda završili su engleski Ratovi dviju ruža.
- 1745. – Britanske trupe zauzele otok Cape Breton koji je danas dio Nove Škotske u Kanadi.
- 1920. – U Londonu je održana prva sjednica Lige naroda.
- 1924. – Osnovana vojna akademija Whampoa.
- 1940. – U Litvi izabrana komunistička vlada.
- 1944. – Potpisan Viški sporazum između Josipa Broza Tita i Ivana Šubašića
- 1960. – Premijera Hitchcockovog filma Psiho.
- 1983. – Jurij Andropov postao predsjednik SSSR-a.
- 1872. – Prva sudska rasprava na hrvatskom jeziku u austro-ugarskoj Dalmaciji (suđenje hrvatskom hajduku Andrijici Šimiću).
- 1991. – Prva veća borbena akcija Hrvatskog ratnog zrakoplostva zrakoplovima. Na neprijateljsko taborište na planini Dinari ručno su izbačene improvizirane bombe.[1]
- 1999. – Thabo Mbeki izabran je za predsjednika Južnoafričke Republike.
- 1999. – Američki atletičar Maurice Greene postavio je novi svjetski rekord, istrčao je 100 metara za 9,97 sekundi.

| - 1313. – Giovanni Boccaccio, talijanski književnik († 1375.) - 1612. – Murat IV., otomanski sultan († 1640.) - 1723. – Adam Smith, škotski filozof i ekonomist - 1792. – Sir Thomas Mitchell, australski istraživač († 1855.) - 1801. – Julius Plücker, njemački matematičar i fizičar († 1868.) - 1812. – Vjekoslav Babukić, hrvatski jezikoslovac († 1875.) - 1813. – Otto Jahn, njemački arheolog († 1869.) - 1829. – Geronimo, vođa Apaša - 1837. – Ernest Laas, njemački filozof († 1885.) - 1840. – Ernst Otto Schlick, njemački inženjer († 1913.) - 1843. – Adolf Waldinger, hrvatski slikar († 1904.) - 1858. – Gustav V., kralj Švedske († 1950.) - 1894. – Vilko Gecan, hrvatski slikar († 1973.) - 1897. – Georg Wittig, njemački kemičar, dobitnik Nobelove nagrade († 1987.) - 1902. – Barbara McClintock, američka genetičarka i nobelovka († 1992.) - 1910. – Juan Velasco, predsjednik Perua († 1977.) - 1928. – Hrvoje Šošić, hrv. ekonomist i političar († 2012.) - 1934. - William Forsyth Sharpe, američki ekonomist, dobitnik Nobelove nagrade - Miho Demović, hrvatski muzikolog i skladatelj († 2023.) - 1966. – Jan Zelezny, češki atletičar - 1971. – 2 Pac, američki rap glazbenik i glumac († 1996.) - 1977. – Enes Vejzović, hrvatski glumac - 1981. – Benjamin Becker, njemački tenisač - 1986. – Antonio Radić, hrvatski šahist i youtuber - 1988. – Thierry Neuville, belgijski reli vozač | - 1216. – papa Inocent III. - 1722. – John Churchill, engleski vojskovođa ( * 1650.) - 1858. – John Snow, britanski liječnik, jedan od osnivača epidemiologije (* 1813.) - 1902. – Ernst Schröder, njemački matematičar (* 1841.) - 1914. – Anka Krežma-Barbot, hrvatska pijanistica i pedagoginja (* 1859.) - 1949. – Edo Šen, hrvatski arhitekt (* 1877.) - 1958. – Imre Nagy, mađarski političar (* 1896.) - 1970. – Sydney Chapman, britanski geofizičar i matematičar (* 1888.) - 1977. – Wernher von Braun, američki izumitelj njemačkog porijekla (* 1912.) - 2017. – Helmut Kohl, njemački političar (* 1930.) - 2020. – Igor Vuk Torbica, kazališni redatelj (* 1987.) |